# Minsk-Arena
Minsk-Arena (belarusă Мінск-Арэна) este o arenă acoperită situată în Minsk, Belarus. Ea este multi-funcțională și foarte complexă nu numai în Belarus ci și în Europa.
În Minsk-Arena sunt 15 000 locuri.

## Săli
Există o sală de patinaj unde încap până la 3 000 spectatori, și un velodrom cu 2 000 de locuri.

## Utilizare
Cel mai mult, sala este utilizată pentru Hockey.
Aici se poate desfășura IIHF din 2014, dar cu siguranță în Minsk-Arena se va desfășura a 8-a ediție Eurovision Junior (20 noiembrie 2010).
Minsk-Arena mai este utilizat pentru spectacole și concerte.

## Concerte
- Combichrist, Rammstein - (07.03.2010)
- Scorpions (band) - (29.04.2010)
- Dr. Alban, Snap!, Rednex, Brooklyn Bounce, Mr. President (band), 2 Unlimited, Ice MC - (04.06.2010)
- Elton John - (26.06.2010)
- Sting - (18.09.2010)
- Joe Cocker - (01.10.2010)
- José Carreras - (16.10.2010)
- Junior Eurovision Song Contest 2010 - (20.11.2010)

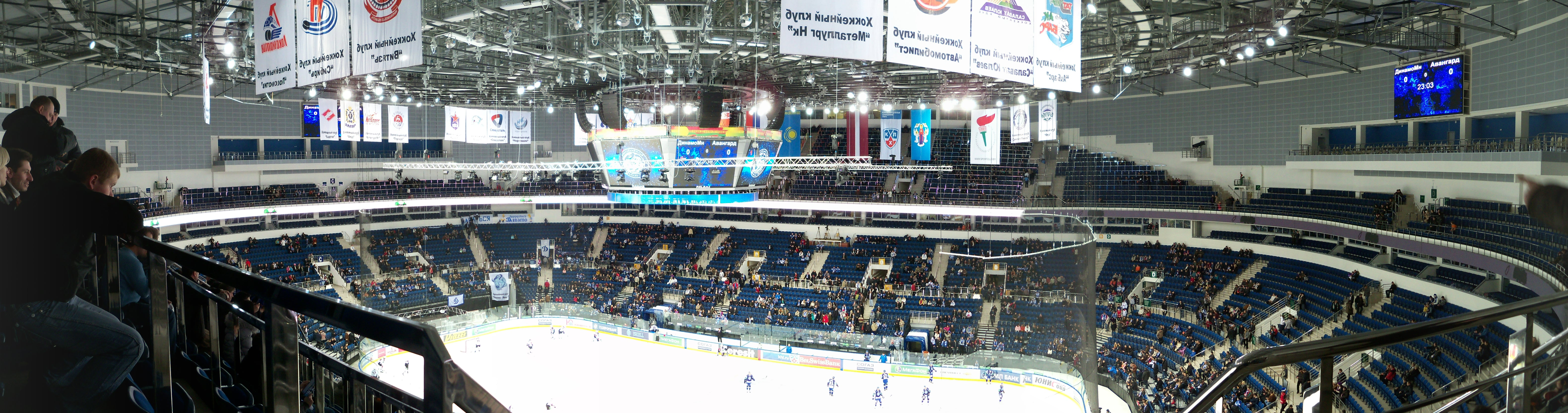
Panorama Minsk-Arena